# Penstemon cusickii
Penstemon cusickii är en grobladsväxtart som beskrevs av Asa Gray. Penstemon cusickii ingår i släktet penstemoner, och familjen grobladsväxter. Inga underarter finns listade i Catalogue of Life.